# لیف (سرده)
گیاه لیف (در متون طب سنتی چون مخزن الادویه عقیلی خراسانی توری) سرده‌ای از گرم‌سیری و نیمه‌گرم‌سیری که در خانوادهٔ خیار (Cucurbitaceae) رده‌بندی می‌شود.
از این گیاه برای ساخت اسفنج و لیف استفاده می‌شود.